# Ф
Ф, ф (название: эф, разг. — фэ) — буква всех славянских кириллических алфавитов (21-я в болгарском, 22-я в русском, 23-я в белорусском, 25-я в сербском и украинском, 26-я в македонском); используется также в алфавитах некоторых неславянских языков (например, 29-я в казахском и 24-я в монгольском).

## В славянских языках
В праиндоевропейском языке звука Ф не существовало, однако он появился в латыни и греческом, откуда и был заимствован в славянские языки[когда?]. В современном русском языке буква «Ф» используется почти исключительно в заимствованиях и обозначает глухой твёрдый звук [ф] или мягкий [ф'] (перед «е», «ё», «и», «ю», «я» и «ь»). В словах славянского происхождения «Ф» встречается в звукоподражаниях (фукать, фыркать), жаргонизмах (фуфло, туфта) или в словах, сильно изменивших свою звуковую и письменную форму (дрофа, филин, Фили). 
Пример заимствований с «Ф» в русском языке:
- из греческого: «катастрофа, Фёдор»;
- из латинского: «федерация, эффект»;
- из немецкого: «картофель» (от Kartoffel), «фунт» (от Pfund);
- из нидерландского: «флаг».

## Внешний вид буквы

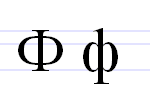
Буква Ф

В кириллице обычно считается 22-й по порядку и выглядит как ; в глаголице по счёту 23-я, имеет вид   либо (более древняя форма) вытянутого по вертикали прямоугольника, пересечённого горизонтальной чертой с маленькими кружочками на концах. В обеих азбуках числовое значение — 500. Происхождение как кириллической, так и глаголической буквы — греческая буква фи (Φ, φ).
Буква «Ф» первоначально использовалась только для передачи звука [ф] (глухой губно-зубной спирант) в заимствованных словах, употребляясь более или менее равноправно с буквой фита (Ѳ, ѳ); позже, с началом перехода в произношении звука [в] в некоторых позициях в [ф], стала встречаться и в собственно славянских словах, заменяя согласно произношению «В» или «ХВ».
При введении гражданского шрифта в первой его версии (1707—1708) буква «Ф» была упразднена, а использовалась только фита; но во второй версии (1710) ферт был восстановлен, вместе с этимологическим различием употребления этих букв. Орфографические реформы 1917—1918 годов упразднили фиту, оставив «Ф» единственным способом выражения фонемы [ф].

## Ферт
В старо- и церковнославянской азбуках носит название «фрътъ» (ст.-сл.) или «фе́ртъ» (ц.-сл.). Смысл названия этой буквы не ясен, но некоторые исследователи предполагают, что происхождение «ферт» звукоподражательное, подобно звуку, издаваемому лошадьми: «Ф-ррр».
От славянского названия «ферт» буквы «Ф», вкупе с её формой, произошёл оборот «ходить фертом», то есть буквально — ходить «руки в боки», подбоченясь; в переносном смысле — быть самодовольным щёголем, держаться с показным ухарством и молодечеством.

## Таблица кодов
| Кодировка    | Регистр   | Десятич- ный код | 16-рич- ный код | Восьмерич- ный код | Двоичный код      |
| ------------ | --------- | ---------------- | --------------- | ------------------ | ----------------- |
| Юникод       | Прописная | 1060             | 0424            | 002044             | 00000100 00100100 |
| Юникод       | Строчная  | 1092             | 0444            | 002104             | 00000100 01000100 |
| ISO 8859-5   | Прописная | 196              | C4              | 304                | 11000100          |
| ISO 8859-5   | Строчная  | 228              | E4              | 344                | 11100100          |
| КОИ-8        | Прописная | 230              | E6              | 346                | 11100110          |
| КОИ-8        | Строчная  | 198              | C6              | 306                | 11000110          |
| Windows-1251 | Прописная | 212              | D4              | 324                | 11010100          |
| Windows-1251 | Строчная  | 244              | F4              | 364                | 11110100          |

В HTML прописную букву Ф можно записать как &#1060; или &#x424;, а строчную ф — как &#1092; или &#x444;.